# Priiskowy (Transbaikalien)
Priiskowy (russisch Прииско́вый) ist eine Siedlung städtischen Typs in der Region Transbaikalien in Russland mit 1520 Einwohnern (Stand 14. Oktober 2010).

## Geographie
Der Ort liegt gut 210 km Luftlinie östlich der Regionshauptstadt Tschita am linken Ufer der Schilka unmittelbar oberhalb der Einmündung des linken Nebenflusses Nertscha, nördlich des Borschtschowotschnygebirges.
Priiskowy gehört zum Rajon Nertschinski und befindet sich etwa 7 km südlich von dessen Verwaltungszentrum Nertschinsk. Die Siedlung ist Sitz der Stadtgemeinde Priiskowskoje gorodskoje posselenije, zu der außerdem die Dörfer Kalinino (3 km südöstlich) und Schiwki (6 km östlich) gehören, beide am gegenüberliegenden Ufer der Schilka.

## Geschichte
Unweit der heutigen Ortslage, am linken Ufer der Nertscha, wurde 1658 auf einer damaligen Insel der Nertschinsker Ostrog errichtet. Dort befindet sich heute der kleinere Ortsteil Stary Gorod („Alte Stadt“). Um 1700 verlagerte sich das Siedlungs- und Handelszentrum weiter nertschaaufwärts, wo die Stadt Nertschinsk entstand. Die Siedlung an der Nertschamündung erhielt den Namen Baronka und verlor ihre Bedeutung, bis 1898 die Transsibirische Eisenbahn vorbeigeführt wurde. Die Station erhielt den Namen Priiskowaja, da von dort das jenseits des Borschtschowotschnykammes gelegene Goldbergbaugebiet um Balei erreicht werden konnte, von russisch priisk für eine Art von Bergbaubetrieben, besonders für Edelmetalle und -steine. Seit 1959 besitzt Priiskowy den Status einer Siedlung städtischen Typs.

### Bevölkerungsentwicklung
| Jahr | Einwohner |
| ---- | --------- |
| 1959 | 1428      |
| 1970 | 2467      |
| 1979 | 2291      |
| 1989 | 2067      |
| 2002 | 1649      |
| 2010 | 1520      |

Anmerkung: Volkszählungsdaten

## Verkehr
Priiskowy liegt an der auf diesem Abschnitt 1988 elektrifizierten Transsibirischen Eisenbahn (Stationsname Priiskowaja; Streckenkilometer 6490 ab Moskau). Dort zweigt eine Güteranschlussstrecke nach Nertschinsk ab.
Westlich umgeht den Ort die Regionalstraße 76A-007 (früher R428), die von Nertschinsk kommend dort die Schilka überquert und weiter über das Borschtschowotschnygebirge, vorbei an Balei nach Schonoktui führt.